# 수유문화정보도서관
수유문화정보도서관은 서울특별시 강북구 수유동 소재의 도서관이다.

## 연혁
- 2010년 8월 11일 수유문화정보센터 개관
- 2013년 6월 21일 "수유문화정보도서관"으로 명칭변경

## 시설현황
- 4층: 일반열람실 1·2
- 3층: 종합자료실, 어린이자료실
- 2층: 도서관 사무실

## 이용 안내
이용 시간
- 종합자료실·어린이자료실: 평일 09:00~18:00 / 주말 09:00~17:00
- 일반열람실 1: 매일 07:00~22:00
- 일반열람실 2: 평일 11:00~22:00 / 주말 07:00~22:00

휴관일
- 매월 첫째,셋째 월요일
- 정부지정 공휴일
- 임시휴관일: 특별한 사유로 관장이 필요하다고 인정한 경우